# Claude Aubery de Vastan
Claude Aubéry, Marquis de Vastan, auch: Bailli de Vastan, (* 28. Dezember 1664 im Schloss von Vastan, Vatan, Berry (Provinz), Frankreich; † 1. August 1738 in Toulon, Frankreich) war ein französischer Marineoffizier und Edelmann des 17. und 18. Jahrhunderts. Er trat als junger Mann in den Dienst des Ordens vom Heiligen Johannes zu Jerusalem, wurde Komtur und Leiter der Ballei des Ritterordens in Lyon. Hiernach trat er in die französische Marine ein, wo er es bis zum Chef d’escadre brachte, nachdem er im Spanischen und im Polnischen Thronfolgekrieg gekämpft hatte.

## Biografie

### Herkunft und Familie
Claude Aubérys Familie stammte aus der heutigen Gemeinde Vatan im Département Indre in Zentralfrankreich und gehörte dem Adel an. Er war der älteste Sohn von Claude Aubéry, Marquis de Vatan, Baron de Mouchy-le-Châtel († am 8. Dezember 1686), Berater des Parlements der Normandie in Rouen (1652), und seiner Frau Catherine Le Coq de Corbeville († nach 1696).

### Jugend im Orden des Heiligen Johannes von Jerusalem
Claude Aubéry wurde am 28. Dezember 1664 im Schloss Vatan seiner Großmutter väterlicherseits geboren, das in Vatan in der Provinz Berry im Erzbistum Bourges lag, und in Saint-Laurent de Vatan getauft. Am 13. Juni 1678 wurde er im Alter von dreizehn Jahren als Minderjähriger in den Orden des Heiligen Johannes von Jerusalem aufgenommen und wurde Page von Jean de Lascaris-Castellar des Großmeisters des Ordens. Er stieg in der Hierarchie des Ordens auf und wurde Chevalier-Hospitalier, Komtur von Montchamp und später Leiter der Ballei des Ritterordens in Lyon.

### In der französischen Marine
Anfang des 18. Jahrhunderts wechselte er in den Dienst des französischen Königs Ludwig XIV. und trat in die französische Marine ein. 1703 erhielt er ein Offizierspatent als Capitaine de vaisseau. Ende Juni 1725 brach er mit zwei Schiffen von Toulon aus mit dem Auftrag auf, an die Küste des Barbareskenstaates zu reisen, um gegen die dort ansässigen Korsaren zu kämpfen, die französische Handelsschiffe angriffen. Am 27. März 1728 wurde er, zeitgleich mit Jacques Aymar de Roquefeuil et du Bousquet und weiteren, zum Chef d’escadre des armées navales (Konteradmiral) ernannt. Am 6. Juni 1732 befehligte er ein Geschwader, das auf die Reede von Genua geschickt wurde. Die Flotte ankerte zwei Meilen vor der Stadt und schüchterte den Senat der Republik Genua derart ein, dass ihm die Kosten für ein französisches Schiff erstattet wurde, das von einem Reeder der Stadt gekapert und verbrannt worden war, da das Schiff verdächtigt wurde, Proviant für die Rebellen auf Korsika zu transportieren. Im Juli 1735 war er an Bord des Schiffes Ferme mit 74 Kanonen. Kurz vor seinem Tod wurde er zum Kommandeur der Flotte du Levant in Toulon ernannt.
Er starb am 1. August 1738 im Alter von 74 Jahren in Toulon.